# Същински отровни гущери
Същинските отровни гущери (Heloderma) са род влечуги от семейство Отровни гущери (Helodermatidae).
Таксонът е описан за пръв път от германския зоолог Аренд Фридрих Август Вигман през 1829 година.

## Видове
- Heloderma alvarezi
- Heloderma charlesbogerti
- Heloderma exasperatum
- Heloderma horridum – Мексикански отровен гущер
- Heloderma suspectum – Аризонски отровен гущер
- Heloderma texana†